# C++11
C++11 es una versión del lenguaje de programación C++ estándar aprobado por la Organización Internacional de Normalización (ISO) el 12 de agosto de 2011, reemplazando al anterior C++03. A partir del 18 de agosto de 2014 fue sustituido por la versión C++14 y más tarde por C++17. El nombre sigue la tradición de denominar a las versiones del lenguaje C++ a partir de la fecha de publicación, aunque su nombre original fue C++0x debido a que esperaba ser publicada antes de 2010.
A pesar de que uno de los objetivos era hacer los cambios en las librerías en lugar de hacerlo en el núcleo del lenguaje, C++11 añade algunas cosas al núcleo. Algunas áreas del lenguaje que fueron significativamente mejoradas como el soporte multihilo, soporte para la programación genérica, inicialización uniforme y el rendimiento. La Librería Estándar de C++ también recibió numerosos cambios, incorporando la mayoría de las bibliotecas definidas en el documento C++ Technical Report 1 (TR1), con la excepción de la biblioteca de funciones matemáticas especiales.
El borrador más parecido al C++11 publicado es el N3337 del 16 de enero de 2012, el cual realiza solo algunas correcciones editoriales al estándar.

## Directivas de diseño
En el desarrollo de cada utilidad del nuevo estándar, el comité ha aplicado algunas directivas:
- Mantener la estabilidad y la compatibilidad con C++98 y posiblemente con C.

- Preferir la introducción de nuevas características a través de la biblioteca estándar, en lugar de modificar el núcleo del lenguaje.
- Preferir los cambios que puedan hacer evolucionar las técnicas de programación.
- Mejorar C++ para facilitar el diseño de sistemas y bibliotecas, en vez de introducir nuevas características solamente útiles a aplicaciones específicas.
- Incrementar la seguridad de los tipos de datos suministrando alternativas más seguras a las técnicas inseguras anteriores.
- Incrementar el rendimiento y la habilidad de trabajar directamente con hardware.
- Proveer soluciones apropiadas para los problemas del mundo real.
- Implementar el principio de zero-overhead (soporte adicional requerido por algunas utilidades debe ser usado solo si la utilidad es usada).
- Hacer que C++ sea más fácil de enseñar y aprender sin la remoción de cualquier utilidad necesaria por los programadores expertos.

La atención a los principiantes es muy importante porque ellos siempre serán la mayoría entre los programadores, y porque muchos principiantes no intentarían ampliar su conocimiento de C++, limitándose ellos mismos a operar en los aspectos del lenguaje en el que están especializados. Adicionalmente, considerando la vastedad de C++ y de su uso (incluyendo áreas de aplicación y estilos de programación), incluso los programadores más experimentados pueden convertirse en principiantes en un nuevo paradigma de programación.

## Extensiones al núcleo del lenguaje
Una función del comité de C++ es el desarrollo del núcleo del lenguaje. Las áreas del núcleo del lenguaje que fueron significativamente mejoradas incluyen el soporte multithreading (multihilo), el soporte de programación genérica, la inicialización uniforme, y mejoras del rendimiento.
Para los propósitos de este artículo, las características y los cambios del núcleo del lenguaje son agrupadas en 4 secciones generales:
- Mejoras al rendimiento en tiempo de ejecución
- Mejoras en el rendimiento en tiempo de compilación
- Mejoras en la usabilidad
- Nueva funcionalidad

Algunas características podrían entrar en múltiples grupos, pero solo son mencionadas en el grupo que primariamente representa esa característica.

## Mejoras al rendimiento en tiempo de ejecución
Estas características del lenguaje existen primariamente para proporcionar un cierto tipo de beneficio en el rendimiento, tanto de la memoria como de la velocidad cómputo.
- Referencias rvalue y los move constructor
- Expresiones constantes generalizadas
- Modificación a la definición de plain old data